# Вулиця Гайдучка (Львів)
Вулиця Гайдучка — вулиця у Личаківському районі міста Львів, місцевість Великі Кривчиці. Сполучає вулиці Богданівську та Бескидську. 
Прилучається вулиця Монгольська.

## Історія та забудова
З 1979 року мала назву вулиця Дубаса. У 1993 році отримала назву вулиця Гайдучка І., ця назва 2004 року була уточнена на Гайдучка С. (підтверджена 2011 року), на честь Степана Гайдучка, викладача Львівського державного медичного інституту, спеціаліста із спортивного виховання, діяча українського тіловиховного та руханкового товариства «Сокіл».
Вулиця забудована промисловими спорудами радянського періоду, найзначнішою з яких є чотириповерхова будівля Львівської фабрики свічок, зведена у 1960-х роках.
В будівлі під № 5 міститься Львівська фабрика свічок, заснована 1993 року.